# Piz Val Gronda (Samnaungruppe)
Piz Val Gronda är en bergstopp i bergsområdet Samnaungruppe på gränsen mellan Tyrolen i Österrike och Graubünden i Schweiz. Toppen på Piz Val Gronda är 2 812 meter över havet, eller 53 meter över den omgivande terrängen. Bredden vid basen är 0,45 km.
Terrängen runt Piz Val Gronda är bergig åt nordost, men åt sydväst är den kuperad. Runt Piz Val Gronda är det mycket glesbefolkat, med 5 invånare per kvadratkilometer.. Närmaste större samhälle är Ischgl, 9,9 km norr om Piz Val Gronda. 
Trakten runt Piz Val Gronda består i huvudsak av gräsmarker.